# Joey Camen
Joey Camen (Detroit, 16 gennaio 1957) è un attore e doppiatore statunitense.

## Biografia
Svolge la professione di doppiatore dall'età di 7 anni ed è specializzato soprattutto in videogiochi.
È il doppiatore di Monstar Bang in Space Jam.

## Filmografia

### Doppiaggio
- Space Jam, regia di Joe Pytka (1996)
- Robinson Crusoe (The Wild Life), regia di Vincent Kesteloot e Ben Stassen (2016)